# Frubacka
Frubacka är en ort i Segerstads socken, Karlstads kommun. Frubacka var till och med 2005 klassad som en småort.